# Mikhaïl Doubson
Mikhaïl Iossifovitch Doubson (russe : Михаил Иосифович Дубсон) (né le 31 octobre 1899 à Smolensk, Empire russe, et mort le 10 mars 1961 à Léningrad, en URSS est un réalisateur soviétique.

## Biographie
Né dans une famille juive de Smolensk, il étudia le droit de 1916 à 1920 à l'université d'État de Moscou et fut un secrétaire de Maxime Gorki. Il s'occupa de la délégation de commerce soviétique à Berlin de 1925 à 1930, pays où il réalisa deux films : Deux frères et Giftgas (de) (où il adapta une pièce de Peter Martin Lampel.
Il fut arrêté pendant les purges staliniennes.
Il épousa Hilde Jennings et fut un ami de Sergueï Eisenstein et un scénariste d'Alexandre Litvinov (ru).

## Filmographie
- 1935 : Frontière
- 1957 : L'Orage